# Polyosma occulta
Polyosma occulta är en tvåhjärtbladig växtart som beskrevs av John Raymond Reeder. Polyosma occulta ingår i släktet Polyosma och familjen Escalloniaceae. Inga underarter finns listade i Catalogue of Life.